# (1784) Benguella
(1784) Benguella – planetoida z grupy pasa głównego planetoid okrążająca Słońce w ciągu 3 lat i 267 dni w średniej odległości 2,4 au. Została odkryta 30 czerwca 1935 roku w Union Observatory w Johannesburgu przez Cyrila Jacksona. Nazwa planetoidy pochodzi od miasta Benguela, głównego portu Angoli. Przed jej nadaniem planetoida nosiła oznaczenie tymczasowe (1784) 1935 MG.